# Stephan Vermeersch
Stephan Vermeersch ist ein belgischer Klarinettist, Saxophonist und Musikpädagoge.
Vermeersch studierte am Lemmensinstituut in Löwen und am Konservatorium Gent Klarinette, Bassklarinette, Saxophon und Kammermusik. Seine  Lehrer waren Greet Severens (Klarinette) und Ed Bogaard (Saxophon). Er wurde bekannt als ausführender Musiker, Improvisator und Komponist von klassischer, zeitgenössischer, elektroakustischer und Weltmusik und arbeitet häufig in multimedialen Projekten mit Künstlern aus den Bereichen bildende Kunst, Tanz, Film, Literatur und Theater zusammen.
Als Klarinettist und Saxophonist nahm er an Konzerten und Festivals in mehr als 30 Staaten Europas, den USA, Kanada, Armenien, Pakistan, Indien, Japan, China und der Mongolei teil. Er ist Präsident der European Clarinet Association  und Vorstandsmitglied der International Clarinet Association. Als Musikpädagoge unterrichtet er Klarinette, Saxophon und Kammermusik an der Kunstakademie Knocke-Heist in Belgien sowie in den Niederlanden.

## Weblink
- Homepage von Stephan Vermeersch